# 郷田芽瑠
郷田 芽瑠（ごうだ める、1999年4月20日 - ）は、日本の元子役女優である。
スマイルモンキー所属。姉は同じ事務所所属の郷田由芽である。

## 出演

### 映画
- 日本の青空（2007年） - 鈴木潤子 役

### テレビドラマ
- ドラマ30 がきんちょ〜リターン・キッズ〜（2006年、TBS） - 生徒 役
- ハリ系（2007年、日本テレビ）
- エジソンの母（2008年、TBS） - 小尾紫苑 役

### CM
- 東洋水産 激めんワンタンメン -スーパー篇-（2007年）
- エポック社 東京フレンドパーク2パーフェクト!（2007年）
- 東京海上日動あんしん生命保険 がん治療支援保険（2007年）
- 日本マクドナルド ハッピーセット-ケロロ軍曹篇-（2007年）
- トステム住宅研究所 アイフルホーム-釣りキチ三平キャンペーン-（2009年）